# Estación de Toral de los Vados
Toral de los Vados es una estación ferroviaria situada en el municipio español de Toral de los Vados en la provincia de León, comunidad autónoma de Castilla y León. La estación constituye un nudo ferroviario de importancia menor. Dispone de servicios de Media Distancia operados por Renfe y también cumple funciones logísticas.

## Situación ferroviaria
La estación, que se encuentra situada a 427 metros de altitud, forma parte del trazado de las siguientes líneas férreas:
- Línea férrea de ancho ibérico León-La Coruña, punto kilométrico 265,8.[2]
- Línea férrea de ancho ibérico Toral de los Vados-Villafranca del Bierzo, punto kilométrico 0,0.[2]

En ambos casos, el trazado está electrificado y es de vía única.

## Historia
La estación fue abierta al tráfico el 1 de marzo de 1883 con la puesta en marcha del tramo Ponferrada-Toral de los Vados de la línea que pretendía unir Palencia con La Coruña. Las obras corrieron a cargo de la Compañía de Caminos de Hierro de Asturias, Galicia y León (AGL), creada para continuar con los proyectos iniciados por la Compañía del Ferrocarril del Noroeste de España y gestionar sus líneas. En 1885, la mala situación financiera de AGL tuvo como consecuencia su absorción por parte de la compañía Norte. En 1941, la nacionalización del ferrocarril en España supuso la desaparición de esta última y su integración en la recién creada RENFE.
Desde el 31 de diciembre de 2004 Renfe Operadora explota la línea mientras que Adif es la titular de las instalaciones ferroviarias.

## La estación
La estación se sitúa al sur de la localidad. Su amplio edificio para viajeros de tres plantas al que se le han unido varias estructuras anexas formando un complejo de cierta envergadura dan cuenta de la importancia que tuvo el lugar. Por ello dispone de una playa de vías formada por una vía principal (vía 1) y cinco derivaciones de la misma (vías 2, 3, 5, 7 y 9). Desde la estación se aprecia el antiguo ramal que llegaba a Villafranca desde el norte. El acceso a las vías se realiza gracias a dos andenes, uno lateral y otro central.

## Toral en tren
Desde el año 2002 se viene celebrando en el primer fin de semana del mes de junio Toral en tren, una iniciativa que conmemora el pasado y presente ferroviario de Toral de los Vados.
Se realizan diferentes actividades, entre las que destaca un viaje en tren a una localidad cercana, con la particularidad de que los viajeros deben de ir ataviados con trajes de época. También se abre al público la exposición de maquetas que existe en el interior de la estación, actualmente restaurada como centro de interpretación del ferrocarril.

## Servicios ferroviarios

### Media Distancia
Los servicios de Media Distancia de Renfe que tienen parada en la estación cubren el trayecto Vigo-Ponferrada, con servicio directo a Orense y Monforte de Lemos. 
| Línea MD | Servicio        | Origen/Destino | Paradas intermedias | Destino/Origen |
| -------- | --------------- | -------------- | --- | -------------- |
| 6        | Regional Exprés | Vigo-Guixar    | Redondela · Porriño · Guillarey · Caldelas · Salvatierra · Las Nieves · Sela · Arbo · Pousa-Creciente · Frieira · Filgueira · Ribadavia · Orense · Barra de Miño · Peares · San Pedro del Sil · San Esteban del Sil · Areas · Canabal · Monforte de Lemos · Puebla de Brollón · San Clodio-Quiroga · Montefurado · La Rúa-Petín · Villamartín de Valdeorras · El Barco de Valdeorras · Sobradelo · Quereño · Covas · Toral de los Vados · Villadepalos | Ponferrada     |
| 6        | Regional Exprés | Ponferrada     | Villadepalos · Toral de los Vados · Covas · Quereño · Sobradelo · El Barco de Valdeorras · Villamartín de Valdeorras · La Rúa-Petín · Montefurado · San Clodio-Quiroga · Monforte de Lemos · Canabal · Areas · San Esteban del Sil · San Pedro del Sil · Peares · Barra de Miño | Orense         |